# オケタニイクロウ
オケタニ教授、（おけたにきょうじゅ、1973年 - ）は、写真家、俳優、司会者、トークライブ企画
大阪府大阪市出身。大阪府立市岡高等学校、関西大学中退。ENBUゼミ第一期卒業生(いのうえひでのりクラス)

## 人物・来歴
- バイト先のハーゲンダッツ戎橋店で行われていたタップダンスのショーに影響を受ける
- 1995年　役者として初舞台
- 1998年　拠点を東京に移す
- 2005年　ポッドキャスト番組「オケラジ！」をスタート。
- 2006年　アップルストア銀座、心斎橋で開催されたイベントにゲスト出演
- 2007年より「オケラジ！」トークライブを定期的に開催。
- 映画「Re:Play-Girls リプレイガールズ」のUstream番組のMCを担当。
- 2007年3月より役者引退をしていたが、2010年9月 スポンジ「美しい手」で役者復活。しかしこれ以来、また出演は途絶えている。
- 野球、格闘技、競馬、「ウルトラマン」シリーズや「ゴレンジャー」などの日本の特撮テレビ番組、「あしたのジョー」、水草飼育が好き。
- 無類の阪神ファン。
- 定期的に鍋会を開催（オケ鍋と呼ばれている）。主に自宅で開催し、延べ人数は3500人以上。出張鍋も行っている。
- 森若香織の（GO-BANG'S）ポッドキャスト番組「Bionic Voice」を制作・出演している。
- 2010年8月より「オケタニのトモダチ」を開催。アイドルや役者など様々なジャンルの友達を招いてのトークライブ。
- 2010年10月よりUstream番組『オケタニイクロウのAKIHABARA TV』をアイ・カフェAKIBA PLACE店内にあるUstreamスタジオAkibaから配信。
- 2012年11月6日に渋谷ヒカリエにてお笑いライブ＆公開ネタ討論会「むじゃき」のMC。
- 2013年3月23日、初の単独トークライブ、オケタニイクロウ 『一人会（仮）』。のち「オケタニ教授のマル珍映像ツッコミ学部」へ改称。2023年6月現在Vol.30まで開催されている。
- 2017年夜景おじさん撮影スタート

## 出演歴

### テレビ
- MBS「痛快！明石家電視台」スタジオ出演
- テレビ朝日「スーパーＪチャンネル」
- TBS「Nスタ」
- TBS「春の大改編プレゼン祭」写真提供
- TBS「グッとラック！」写真提供
- TBS「新・情報７daysニュースキャスター」個展会場の取材
- TBS「THE TIME,」
- 日本テレビ「月曜から夜ふかし」密着取材
- テレビ東京「日本シン人種図鑑」密着取材、スタジオ出演
- テレビ東京「ありえへん♾️世界」
- 読売テレビ「大阪ほんわかテレビ」密着取材
- BSフジ「プレスク」スタジオ出演
- Ｊ：ＣＯＭ「ブル中野の中野人図鑑」
- Ｊ：ＣＯＭ「ジモト応援！東京つながるＮｅｗｓ」

### ラジオ
- ニッポン放送「3代目J SOUL BROTHERS　山下健二郎のZERO BASE」ゲスト出演
- ZIP-FM「High！MORNING！」電話出演
- ＪＮＦ系列「Pleaseテルミー！」ゲスト出演

### 新聞
- 日経ＭＪ 2020年4月17日「街のおじさんがスタイリッシュに」

### 執筆
- 月刊WENDY　この人に注目「なぜか可愛い夜景のおじさん」コラム執筆

### 講演
- トークライブ再演？キャラ立ち動画術　2015年5月13日　＠Springspot
- 仕事に繋げる鍋会のススメ　2016年3月4日　＠Springspot
- 安全に関する講演 2020年　＠株式会社 新虎興産

### 写真展
- 個展「夜景おじさん」 @ケンコー・トキナー本社サービスショップ内ミニギャラリー2018年9月14日～10月20日
- 個展「夜景おじさん2」@ケンコー・トキナー本社サービスショップ内ミニギャラリー2019年7月22日～8月23日
- 個展「夜景おじさん3」@ケンコー・トキナー本社サービスショップ内ミニギャラリー2020年9月1日～9月30日
- 個展「夜景おじさん4」＠ケンコー・トキナーギャラリー 2021年9月1日～9月13日
- 個展「夜景おじさん5」＠ケンコー・トキナーギャラリー 2022年9月7日～9月19日
- 個展「夜景おじさん6」＠ケンコー・トキナーギャラリー 2023年9月13日～9月25日

### トークライブ
- オケタニイクロウ 『一人会（仮）』vol.1 2013年3月23日
- オケタニイクロウ ひとり会 vol.2 2013年5月25日　＠なんば白鯨
- オケタニイクロウ ひとり会 vol.3 2013年6月15日　＠ネイキッドロフト
- オケタニイクロウ ひとり喋り vol4 2014年1月26日　ゲスト 水野紗希 ＠ネイキッドロフト
- 風が吹けば桶谷が儲かる　2014年3月21日　＠ネイキッドロフト　出演 宮崎陽介、木村樹、林田麻里、眞鍋卓嗣
- オケタニイクロウ ひとりで vol.6 2014年6月8日　ゲスト 内田春菊 ＠ネイキッドロフト
- オケタニイクロウ ひとりで vol.5 2014年6月14日　＠なんば紅鶴
- オケタニイクロウ 1人会 vol.7「秘伝☆松村アナとサボらない鳩」2014年11月3日　ゲスト 佐藤貴史 ＠ネイキッドロフト
- オケタニ1人ぼっちvol.8 「走れモグラ！仁和寺ドルゲもご機嫌じゃん！」2015年2月15日＠ネイキッドロフト
- オケタニ1人ぼっちvol.9 2015年3月8日＠ロフトプラスワンWEST
- オケタニ教授のマル珍映像ツッコミ学部vol.10 2015年8月1日　ゲスト 森若香織 ＠ネイキッドロフト
- オケタニ教授のマル珍映像ツッコミ学部 〜突き抜けプレゼン術〜　2015年8月29日　ゲスト 永野豪 ＠ネイキッドロフト
- オケタニ教授のマル珍映像ツッコミ学部vol.11 2015年10月10日＠ロフトプラスワンWEST
- オケタニ教授のマル珍映像ツッコミ学部vol.12　〜 過去の名作&駄作ごっちゃ混ぜ祭り〜　2015年11月8日＠ロフトプラスワンWEST
- オケタニ教授のマル珍映像ツッコミ学部vol.13 2015年11月28日 ゲスト 松本紀保 ＠ネイキッドロフト
- オケタニ教授のマル珍映像ツッコミ学部vol.14 2016年3月20日  ＠ネイキッドロフト
- オケタニ教授のマル珍映像ツッコミ学部vol.15 2016年4月10日  ＠ロフトプラスワンWEST
- オケタニ教授のマル珍映像ツッコミ学部vol.16　過去ネタ夏期講習　2016年7月10日  ＠ロフトプラスワンWEST
- オケタニ教授のマル珍映像ツッコミ学部vol.17 2016年3月20日  ＠ロフトプラスワンWEST
- オケタニ教授のマル珍映像ツッコミ学部vol.18 2016年10月16日  ＠ロフトプラスワンWEST
- オケタニ教授のマル珍映像ツッコミ学部vol.18 2016年11月20日、23日、27日 2017年1月22日 ＠大塚レ・サマースタジオ
- オケタニ教授のマル珍映像ツッコミ学部vol.18 2017年4月23日　＠大塚レ・サマースタジオ
- オケタニ教授のマル珍映像ツッコミ学部vol.18 2017年7月2日　＠大塚レ・サマースタジオ
- オケタニ教授のマル珍映像ツッコミ学部vol.18 8時限目 2018年6月24日　＠大塚レ・サマースタジオ
- オケタニ教授のマル珍映像ツッコミ学部 過去ネタBEST 2016年7月23日  ＠ロフトプラスワンWEST
- オケタニ教授のマル珍映像ツッコミ学部 過去ネタBEST 2016年7月29日  ＠ネイキッドロフト
- オケタニ教授のマル珍映像ツッコミ学部vol.20 2021年1月24日 @阿佐ヶ谷ロフト
- オケタニ教授のマル珍映像ツッコミ学部vol.21　2021年3月21日 @ロフトプラスワンウエスト

- オケトモvol.1 ゲストラ・サプリメント・ビバ、水野神菜他 2010年8月13日
- オケトモvol.2 ゲスト大峯麻友、佐藤さくら、柚楽弥衣、袴田長武（ハカマ団） 2010年11月20日
- オケトモvol.3 ゲスト柴崎友香 2012年3月25日
- オケトモvol.4 ゲスト森下亮、久保貫太郎 のクロムモリブデンコンビ　2012年7月7日
- オケトモvol.5 ゲスト柴崎友香 2012年9月1日　＠淀川文化創造館 シアターセブン
- オケトモvol.6 ゲスト林ゆうき 2012年10月21日
- オケトモvol.7 ゲスト水野紗希 (高嶋ちさ子 12人のヴァイオリニスト) 2013年7月15日
- オケタニのトモダチvol.8 ゲスト晴天照蔵、須藤タイガ  2016年5月8日＠ロフトプラスワンWEST

- オケラジトークライブ001「ポッドキャストをぶち壊せ！」2007年3月17日　ゲスト：森若香織@不思議地底窟 青の奇蹟
- オケラジトークライブ002 2007年5月12日@不思議地底窟 青の奇蹟
- オケラジトークライブ003「公開」2007年6月22日　ゲスト：森若香織@不思議地底窟 青の奇蹟
- オケラジトークライブ004　「奇蹟から裸へ」2007年7月22日　ゲスト：倉本美津留
- オケラジトークライブ005 2007年9月29日　ゲスト：柚楽弥衣
- オケラジトークライブ006 2007年10月28日
- オケラジトークライブ007 2007年12月2日　ゲスト：森若香織
- オケラジトークライブ008 2008年2月2日　ゲスト：ケラリーノ・サンドロヴィッチ
- オケラジトークライブ009 2008年3月16日 　ゲスト：大久保佳代子
- オケラジトークライブ010 2008年5月17日　ゲスト：林田麻里
- オケラジトークライブ011 2008年6月15日
- オケラジトークライブ012　「真夏の世の文化祭」2008年7月26日
- オケラジトークライブ013 2008年10月30日
- オケラジトークライブ014「ポルノのように」2009年1月31日　※鳥居卒業回
- オケラジトークライブ015 2009年3月21日@不思議地底窟 青の奇蹟　※木村初回
- オケラジトークライブ016「犬山イヌコが食っちゃうぞ！」2009年6月13日　ゲスト：犬山イヌコ
- オケラジトークライブ017「ひとりでできるもん」2009年9月5日＠不思議地底窟 青の奇蹟　ゲスト：ラ・サプリメント・ビバ
- オケラジトークライブ018「長州からの使者、敵か味方か。」2009年11月3日　※秋枝直樹回
- オケラジトークライブ019「ナマハゲ、左遷」2010年1月24日　※秋枝直樹回
- オケラジトークライブ020「ラジオマスターと賢者の夏」2010年2月28日＠大塚レ・サマースタジオ　※柚木回
- オケラジトークライブ021「大阪生まれ東京育ち」2010年4月17日＠ギャラリーろふとほうるザンマイムイ　※鳥居回
- オケラジトークライブ022「ヅラの似合う顔」2010年5月16日
- オケラジトークライブ023「夏休みの素数研究」2010年7月31日
- オケラジトークライブ024「役者引退宣言、再び」2010年10月3日
- オケラジトークライブ025「サンタの正体はカーロス・リベラ」2010年12月12日
- オケラジトークライブ026「笛を吹け飢えた狼よ、死んでも豚には食いつくな」2011年9月11日
- オケラジトークライブ027「公開収録トークライブ」2011年12月3日
- オケラジトークライブ028「ポッドキャスト終焉」2012年1月29日 ＠大塚レ・サマースタジオ
- オケラジトークライブ029「オケラジmixiちゃん」2012年2月28日
- オケラジトークライブ030 2012年6月10日
- オケラジトークライブ031「大阪、再上陸」2012年7月29日 ＠淀川文化創造館 シアターセブン
- オケラジトークライブ032 2012年11月11日
- オケラジトークライブ　配信10周年&600回　2015年10月25日　出演：オケタニイクロウ、宮崎陽介、坪内悟、鳥居信康、木村樹 etc
- オケラジトークライブ　2016年10月23日　出演：オケタニイクロウ、宮崎陽介

- オケタニイクロウ！赤ペン瀧川先生！ラ・サプリメント・ビバ〜ロフト番長決定戦　2012年5月6日
- オケタニイクロウ！赤ペン瀧川先生！ラ・サプリメント・ビバ〜ロフト番長決定戦 vol.2 2012年8月12日
- オケタニイクロウ、赤ペン瀧川先生 2人会　Vol.1 2013年5月5日
- オケタニイクロウ、赤ペン瀧川先生 2人会　Vol.2 2013年8月10日＠ロフトプラスワンWEST
- オケタニイクロウ、赤ペン瀧川先生 2人会　Vol.3 2014年12月6日
- オケタニイクロウ、赤ペン瀧川先生 2人会　Vol.4 2014年12月13日＠ロフトプラスワンWEST
- オケタニイクロウ、赤ペン瀧川先生 2人会　Vol.5 2015年12月26日
- オケタニイクロウ、赤ペン瀧川先生 2人会　Vol.6 2016年7月23日＠ネイキッドロフト

- 鍋プロvol.1「これまで569回の自宅鍋会を開き、のべ3500人が訪れたオケ鍋の主催者オケタニ教授が鍋会を語り、そしてみんなで食べる！」 ゲスト：はかせ　2016年2月1日　＠ネイキッドロフト
- 鍋プロvol.2 2016年9月9日　＠ネイキッドロフト

- はかせとオケタニ教授の、おしえて先生！vol.1 2016年2月21日　＠ロフトプラスワンWEST　ゲストDJサンドウ小渕世子
- はかせとオケタニ教授の、おしえて先生！vol.2 2016年9月11日　＠ロフトプラスワンWEST　ゲスト彩羽真矢

- 柴崎友香 ＆オケタニイクロウ トークイベント「色んな41歳。」2015年1月18日＠ロフトプラスワンWEST
- 「イマドキ。2」スライドエンターテイメント 神木優 ＠大塚レ・サマースタジオ　2016年8月7日（2回公演）
- 「プレゼン賢者☆笑いの鼎」2016年8月14日＠ネイキッドロフト
- はかせの部屋　Vol.18 2017年6月19日＠阿佐谷ロフト　ゲスト
- 夜景に取り憑かれた男たち 「工場夜景vs夜景おじさん」 共演 : 小林哲朗 2022年7月18日 @ロフトプラスワンウエスト
- ネイキッドヨコハマ写真部「かつお×オケタニ教授」共演 :  かつお（仁科勝介） 2022年9月4日 @ネイキッドロフト横浜
- 「楽しく写真を撮りたいねん」2023年5月8日 共演 : ゆ〜とび @ロフトプラスワンウエスト
- 「カメラとダッシュとおじさんと」2024年5月5日 共演 : Rinaty @ロフトプラスワンウエスト
- 「教授とドクター」共演 : 二重作拓也 2025年2月9日 @阿佐ヶ谷ロフトA
- 「オケタニのトモダチ」ゲスト: 川嶋志乃舞 2025年3月11日@阿佐ヶ谷ロフトA
- 「コンプライアンスなんかぶっ飛ばせ」共演 : 上田豪 2025年5月21日 @阿佐ヶ谷ロフトA

### トークライブゲスト出演
- ロフトプラスワンファン感謝デー（仮）2013年1月4日　＠ロフトプラスワン
- 渡辺千春「おせっ会」サポート　2011年1月22日＠ネイキッドロフト
- キノコホテル 支配人マリアンヌ東雲と石崎典夫の恋愛相談室　2014年3月19日＠ネイキッドロフト
- まっちゅー音楽祭（リコーダー演奏）　2014年4月19日　＠前田屋　阿佐谷
- Loft PlusOne West プレゼンツ　LOFT演芸　2014年4月23日　＠ロフトプラスワンWEST
- 再来年のニチアサを想像するナイトPart.2！ 2014年5月19日　＠阿佐ヶ谷ロフト
- ROCK TO THE LOFT 2014年6月9日　＠ロフトプラスワンWEST
- メレメレ寄席 2014年6月16日　＠難波Mele
- 『春野恵子 演芸 THE RING』（ソラトニワ梅田）ゲスト出演　2014年8月13日　※ラジオ
- ジャンクの花園プレゼンツ「レジェンド男列伝」 2014年8月26日　＠阿佐ヶ谷ロフト
- Loft PlusOne West プレゼンツ　LOFT演芸 Vo1.2 2014年9月4日　＠ロフトプラスワンWEST
- 田辺ユウキ生誕祭　2014年9月25日　＠ロフトプラスワンWEST
- 実録！ロフト席亭・平野悠ドキュメンタリー『語り合う場から〜ライブハウス親父の生き様を見ろ！〜』上映会 MC 2014年10月2日　＠ネイキッドロフト
- 真夜中のミナミホイール大喜利　2014年10月12日　＠北堀江club vijon
- ロフトプラスワンWESTナイト〜オープンから半年たったぞスペシャル〜　2014年10月16日　＠ロフトプラスワンWEST
- 「大島てるがやって来る！！事故物件ナイト〜大阪炎上VOL.4〜」MC 2014年11月16日　＠ロフトプラスワンWEST
- 関西カルチャーCOUNTDOWN 2014年12月31日　＠ロフトプラスワンWEST
- ロフトプラスワンWESTナイト〜あぶない新年会〜　2015年1月5日　＠ロフトプラスワンWEST
- パンディットナイト〜サブカル賢者の夜〜　2015年1月19日　＠高円寺パンディットナイト
- ガールズ監督ユニット『破れタイツのビリビリラジオ』吐山ゆん、西本マキ（ソラトニワ梅田）ゲスト出演　2015年2月20日　※ラジオ
- 「チャンス到来！占い魔女とお笑い悪魔のSpringナイト」　2015年3月19日＠ロフトプラスワンWEST
- 元祖行司モノマネ 晴天照蔵の「おもしろいほどよくわかる 行司のイロハ」第1幕 2015年4月1日＠ロフトプラスワンWEST
- ロフトプラスワンウエスト1周年！激突THE局地的最先端人間大集合2015　 2015年4月3日＠ロフトプラスワンWEST
- 『出口博之 モノブライトのロック特撮 番外編』ゲスト　2015年4月13日
- 渡辺千春「渡辺千春のおせっかいトークライブ vol.2」サポート　2015年4月19日＠ネイキッドロフト
- 日本一の妖怪風俗店トリプルレッドカードpresents「人間を超えたモンスター風俗譲の集い」プロデュース、司会　2015年4月30日＠ロフトプラスワンWEST
- はかせの部屋、大阪別宅 vol.2 2015年6月6日＠ロフトプラスワンWEST
- 元祖行司モノマネ晴天照蔵の面白いほど良くわかる行司のイロハ 第二幕 「これが照蔵の活きる道！」 2015年6月11日＠ロフトプラスワンWEST
- 鳥ROCK FESTIVAL 2015 2015年8月22日〜23日＠鳥取県　クラフト館 岩井窯
- はかせの部屋vol.7 2015年9月19日＠阿佐谷ロフト
- はかせの部屋、大阪別宅 vol.3 2016年1月7日＠ロフトプラスワンWEST
- オールザッツバカ映像 vs オケタニ教授のマル珍映像ツッコミ学部 2016年1月15日＠ロフトプラスワンWEST
- オケタニ教授のBAR 2016年2月9日＠阿佐谷ロフト
- 第3回紙パンツNight　司会 2016年2月20日＠ロフトプラスワンWEST
- LIVE CIRCUS YAMI-NABE vol.2 2016年4月3日＠ロフトプラスワンWEST
- Output上江洲、「Naked loftで花見企画やりました」　2016年4月12日＠ネイキッドロフト
- 『日本一の激ヤバ風俗店！トリプルレッドカードの集い！』MC  2016年5月15日＠ロフトプラスワンWEST
- オケタニ教授のBAR 2016年6月22日＠阿佐谷ロフト
- 【大阪8時間】えろ漫画家 ピクピクン・トークライブ『お約束しよう！今までで最高にえっちな回にするよ。確実にナ☆』MC他  2016年7月17日＠ロフトプラスワンWEST
- オトコノコ★ナイトΩ  2016年7月22日＠ロフトプラスワン
- 真夏のひな祭り〜はじめてのトークイベント〜　出演：逢月ひな　2016年7月30日＠ネイキッドロフト
- はかせ大誕生日会2016  2016年8月24日＠阿佐谷ロフト
- 居酒屋ロフトA  2016年9月8日＠阿佐谷ロフト
- 元祖行司ものまね晴天照蔵の面白いほどよくわかる行司のイロハ第四幕『晴天を誉めるより照蔵を待て！』2016年9月29日＠ロフトプラスワンWEST
- 渡辺千春「渡辺千春のおせっかいトークライブ vol.3おせっかいサロン5周年」サポート　2016年10月2日＠ネイキッドロフト
- Output学園祭　2016年10月14日＠Output（沖縄）
- 居酒屋ロフトA冬の陣  2017年2月27日＠阿佐谷ロフト
- オケタニ教授のBAR 2017年3月6日＠阿佐谷ロフト
- 「 畑田紗李 28歳だよ！全員集合！！！」　MC 2017年3月11日＠渋谷Take off7
- 「世界中のプロレスを浴びるように観るのだ。第２段階」バッドガイナベ　生徒 2017年4月16日＠ネイキッドロフト
- はかせの部屋vol.18「司会トーク」2017年6月19日＠阿佐谷ロフト
- 佐藤さくら「サクライブ!!! 〜会いたかった！今日なんでも話ちゃうぞ祭り！〜」司会　2021年7月31日 @阿佐ヶ谷ロフト
- 『嫁目線で見る 生きる伝説赤井英和という男！』 司会担当 共演 : 赤井英和 赤井佳子 2021年8月28日 @ロフトプラスワンウエスト
- 『赤井図鑑』発売記念！ 「嫁目線で見る 生きる伝説・赤井英和という男！」司会担当 共演 : 赤井英和 赤井佳子 2021年12月4日 @阿佐ヶ谷ロフトA

- 「佐々木心音生33祭」 司会担当 2023年5月21日 @阿佐ヶ谷ロフトA
- 「なりたい自分になるために」『可能性にアクセスするパフォーマンス医学』刊行記念 2024年3月28日 @本屋B&B 共演 : 二重作拓也 中井祐樹
- 『嫁目線で見る 生きる伝説赤井英和という男！vol.2』 司会担当 共演 : 赤井英和 赤井佳子 2024年4月28日 @ロフトプラスワンウエスト
- 『嫁目線で見る 生きる伝説赤井英和という男！vol.3』 司会担当 共演 : 赤井英和 赤井佳子 2025年5月21日 @ロフトプラスワンウエスト

### 主な出演舞台
- PROJECT46「命」1995年6月＠一心寺シアター　※初舞台
- KERA☆MAP＃2『青十字』　作・演出ケラリーノ・サンドロヴィッチ
- コンテ・ポンテ・ラボラトリー

　＃1『ライフ・アフター・パンクロック』 

　＃2『インスタントポルノグラフィー』
（どちらも 作・ケラリーノ・サンドロヴィッチ）
- ラフカット2000

『恋愛の達人の恋』作・福島三郎（泪目銀座）
- シグナルズ

『走り出せクローバー』(作・演出　大山鎬則)
- Oi☆Scale

『マッピー』

『僕がダウンタウンとブルーハーツを好きになった理由』（作・演出 林灰二）
- 僕AREA

『ラッシュランク・アンド・ロケット』
（作・演出　林灰二）
- 猫☆魂

『エレクトリカル ラヴ パレード 〜カガイシャノキモチトアカルイミライ〜』

『トワミスト』

『グロッソラリア』

（どちらも 作・演出 西永貴文）
- スポンジ

『美しい手』2010年9月23日〜27日 （作・演出　中村匡克）
- RONNIE ROCKET

『ともだちのそうしき』（リーディング）2012年4月7日〜8日 （作・演出　仗桐安）
- 「イマドキ。」

俳優　神木優との二人芝居　＠大塚レ・サマースタジオ　2013年2月9日（2回公演）
他
舞台演出
・『カエサルのものはカエサルに』（出演　橋本貴和弥　作  木村樹）

### 雑誌
- 演劇ぶっく 2007年2月号
- Mac Fan 2008年1月号
- TOKYO HEADLINE 2010年9月13日号
- Rooftop 2015年5月号、2016年3月「この男、鍋プロ。」
- TOKYO HEADLINE 2016年8月8日号 【達人が語る】“アウトドアパーティーを盛り上げるコツ”インタビュー

### ネットラジオ
- 破れタイツ のビリビリラジオ　ゲスト 2015年2月20日
- 破れタイツ のビリビリラジオ　ゲスト 2015年9月11日
- 「魔法使いと７つの扉」第 88 回配信 2025年